# جون ويزلي غيلبرت
جون ويزلي غيلبرت (بالإنجليزية: John Wesley Gilbert)‏ هو عالم إنسان أمريكي، ولد في 6 يوليو 1864 في هيفزيباه في الولايات المتحدة، وتوفي في 19 نوفمبر 1923.